# Tiji
Tiji (en árabe: تيجي‎) es una localidad de Libia, en el distrito de Nalut. 
Se encuentra 4 km al oeste de Badr. 
La población, según estimación de 2010, era de 13 753 habitantes.